# Federația Aeronautică Română
Federația Aeronautică Română (FAR) este o structură sportivă de interes național și are competența și autoritatea să organizeze, să controleze și să conducă activitatea sporturilor aeronautice practicate în România (parașutism, zbor cu motor, planorism, zbor cu aeronave ultraușoare, baloane). A fost fondată în anul 1920 și este membră a Federației Aeronautice Internaționale (FAI) din anul 1923.
Federația Aeronautică Română este recunoscută de Federația Aeronautică Internațională, conform statutului F.A.I. ca singura conducătoare și reprezentantă a sporturilor aeronautice din România.
Scopul principal al Federației Aeronautice Române este să dezvolte, să coordoneze și să controleze practicarea sporturilor aeronautice în cadrul structurilor sportive afiliate.